# Координаты Якоби

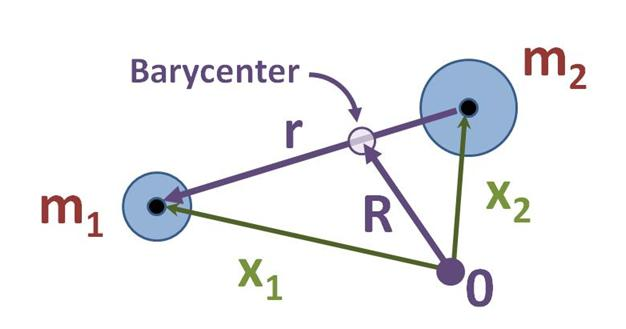
Координаты Якоби для задачи двух тел; Координаты Якоби и с.

Возможный набор координат Якоби для задачи четырёх тел; координаты Якоби: r_{1}, r_{2}, r_{3} и центр масс R.

В теории многочастичных систем координаты Якоби часто используются для упрощения математической формулировки. Эти координаты особенно распространены при рассмотрении многоатомных молекул и химических реакций, а также в небесной механике. Алгоритм генерации координат Якоби для N тел может быть основан на двоичных деревьях. На словах алгоритм описывается следующим образом:
Пусть mj и mk — массы двух тел, заменяемых новым телом виртуальной массы M = mj + mk. Координаты положения тел xj и xk заменяются их относительным положением rjk = xj. − xk и вектором к их центру масс Rjk = (mjqj + mkqk)/(mj+mk). Узел в двоичном дереве, соответствующий виртуальному телу, имеет mj в качестве правого дочернего элемента и mk в качестве левого дочернего элемента. Порядок дочерних элементов указывает относительные точки координат от xk до xj. Повторите вышеуказанный шаг для N − 1 тела, то есть N − 2 оригинальных тел плюс новое виртуальное тело.
Для задачи N тел результат таков:
{\displaystyle {\boldsymbol {r}}_{j}={\frac {1}{m_{0j}}}\sum _{k=1}^{j}m_{k}{\boldsymbol {x}}_{k}\ -\ {\boldsymbol {x}}_{j+1}\,\quad j\in \{1,2,\dots ,N-1\}}
{\displaystyle {\boldsymbol {r}}_{N}={\frac {1}{m_{0N}}}\sum _{k=1}^{N}m_{k}{\boldsymbol {x}}_{k}\,}
где
{\displaystyle m_{0j}=\sum _{k=1}^{j}\ m_{k}\ .}
Вектор {\displaystyle {\boldsymbol {r}}_{N}} является центром масс всех тел и {\displaystyle {\boldsymbol {r}}_{1}} — новая координата, между частицами 1 и 2:
Таким образом, в результате получается система из N-1 трансляционно-инвариантных координат {\displaystyle {\boldsymbol {r}}_{1},\dots ,{\boldsymbol {r}}_{N-1}} и координаты центра масс {\displaystyle {\boldsymbol {r}}_{N}} от итеративного сокращения системы двух тел в системе многих тел.
Этой замене координат был сопоставлен якобиан, равный {\displaystyle 1}.
Для оператора свободной энергии в этих координатах, можно получить выражение
{\displaystyle H_{0}=-\sum _{j=1}^{N}{\frac {\hbar ^{2}}{2m_{j}}}\,\partial _{{\boldsymbol {x}}_{j}}^{2}=-{\frac {\hbar ^{2}}{2m_{0N}}}\,\partial _{{\boldsymbol {r}}_{N}}^{2}\!-{\frac {\hbar ^{2}}{2}}\sum _{j=1}^{N-1}\!\left({\frac {1}{m_{j+1}}}+{\frac {1}{m_{0j}}}\right)\partial _{{\boldsymbol {r}}_{j}}^{2}}
В расчётах может оказаться полезным следующее тождество
{\displaystyle \sum _{k=j+1}^{N}{\frac {m_{k}}{m_{0k}m_{0k-1}}}={\frac {1}{m_{0j}}}-{\frac {1}{m_{0N}}}} .